# Boicot a Estados Unidos de 2025

La bandera nacional de los Estados Unidos, conocida como las "barras y estrellas", símbolo del país desde 1777.

El boicot a Estados Unidos de 2025 se refiere a un movimiento internacional de consumidores que surgió a principios de 2025, principalmente en Canadá y Europa, caracterizado por individuos y empresas que evitan deliberadamente los productos y servicios de los Estados Unidos como una forma de protesta contra las políticas implementadas por la administración de Donald Trump tras su regreso a la presidencia en enero de 2025. El boicot cobró un impulso significativo tras la implementación de nuevos aranceles a las importaciones de varios países, particularmente Canadá y la Unión Europea, así como otras decisiones controvertidas de política exterior. El movimiento se ha caracterizado por la organización de base a través de plataformas de redes sociales, el desarrollo de aplicaciones móviles especializadas para identificar productos estadounidenses y manifestaciones públicas contra empresas estadounidenses con estrechos vínculos con la administración Trump.

## Fondo

### Las políticas comerciales de Trump
Tras la segunda investidura de Donald Trump en enero de 2025, Trump implementó lo que llamó "aranceles del Día de la Liberación" el 2 de abril de 2025, imponiendo un arancel general del 10% a todas las importaciones a Estados Unidos.  Se aplicaron aranceles "recíprocos" adicionales de hasta el 25% a países específicos, incluidos Canadá y la Unión Europea. Posteriormente, Estados Unidos anunció una pausa de 90 días para la mayoría de los países y redujo algunos aranceles al nivel base del 10%, con la excepción de China, que continuó enfrentando aranceles del 125%. Estas medidas provocaron acciones económicas de represalia por parte de los países afectados, incluida la Unión Europea, que anunció aranceles por valor de 28 mil millones de dólares sobre las importaciones estadounidenses.

### Contexto y desarrollo del boicot
El boicot contra productos y empresas estadounidenses en 2025 surgió como una respuesta coordinada a las políticas arancelarias impuestas por el expresidente Donald Trump durante su segundo mandato. Las medidas incluyeron fuertes aranceles a productos europeos, lo que generó una reacción significativa por parte de consumidores y líderes de opinión en Europa y otras regiones del mundo.
Según The Conversation, consumidores de países como Francia, Alemania y España comenzaron a organizar campañas en redes sociales llamando a evitar productos estadounidenses, argumentando que las nuevas políticas eran proteccionistas y perjudiciales para el comercio global. Las protestas digitales se intensificaron con etiquetas como #BoycottUSA y #ApagónEconómico, utilizadas para promover días de no consumo y señalar marcas específicas como Amazon, Starbucks y Apple.
En paralelo, CNN en Español reportó que activistas y ciudadanos en América Latina también comenzaron a replicar estas acciones, especialmente en países como México, donde el rechazo a las políticas de Trump encontró eco en grupos civiles y sectores económicos. Se realizaron campañas que promueven el uso de productos locales frente a marcas estadounidenses.
The New York Times informó que, en respuesta a los aranceles, la Unión Europea consideró imponer sanciones recíprocas y apoyar iniciativas que fomentan el consumo de productos nacionales o de otras regiones. También se discutió la posibilidad de recurrir a la Organización Mundial del Comercio (OMC) por prácticas comerciales desleales.
Por otro lado, medios como El Debate documentaron que desde plataformas como TikTok, Instagram y X (antes Twitter), se organizaron boicots simbólicos y reales, incluyendo apagones económicos temporales y llamados a cancelar suscripciones a servicios estadounidenses.

### Tensiones políticas
Más allá de las disputas comerciales, varias controversias políticas contribuyeron al deterioro de las relaciones internacionales:
La sugerencia del presidente Trump de que Canadá se convirtiera en el "estado número 51 de Estados Unidos" provocó una indignación generalizada entre los canadienses.  El renovado interés en adquirir Groenlandia, un territorio autónomo del Reino de Dinamarca, enfureció a los ciudadanos y funcionarios gubernamentales daneses. Una polémica reunión en la Casa Blanca entre Trump y el presidente ucraniano Volodymyr Zelenskyy, descrita por los críticos como humillante para Zelenskyy, alimentó el descontento europeo con respecto al enfoque de la administración ante la invasión rusa de Ucrania. Además, la retirada de Estados Unidos del Acuerdo de París y de la OMS, entre otras decisiones, también puede haber contribuido sustancialmente a las motivaciones detrás del movimiento de boicot. El aumento de las detenciones de turistas canadienses y europeos en la frontera de Estados Unidos llevó a varios países, entre ellos Alemania, el Reino Unido, Dinamarca, Finlandia y Portugal, a emitir advertencias de viaje para Estados Unidos. 

## Alcance e impacto

### Participación del consumidor
El boicot se ha manifestado de diversas formas en distintos países:

#### Canadá

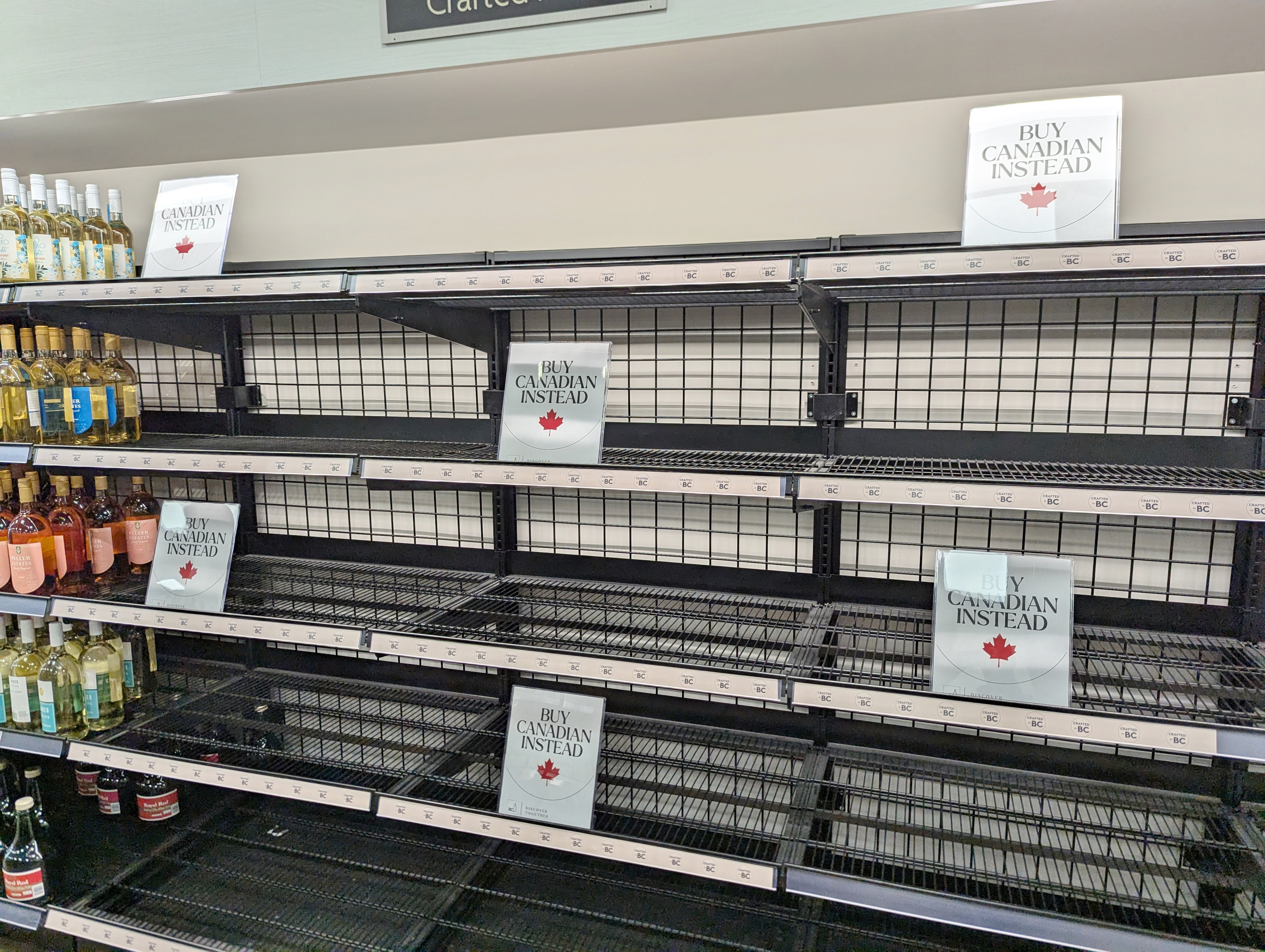
Letreros de "Compre canadiense en su lugar" en estantes vacíos de una licorería de Columbia Británica en New Westminster.

Los cruces fronterizos de Canadá a Estados Unidos disminuyeron más de un 23% en febrero de 2025 en comparación con el año anterior. Se desarrollaron varias aplicaciones móviles para ayudar a los canadienses a identificar y evitar productos estadounidenses, entre ellas "Buy Beaver", "Maple Scan", "¿Es canadiense?" y "Check the Label". "Maple Scan" se clasificó como la cuarta aplicación más descargada en la App Store de iPhone en Canadá.  Las empresas canadienses lanzaron campañas de "Compre productos canadienses" y muchas tiendas agregaron etiquetas para destacar los artículos producidos en el país. La Junta de Control de Bebidas Alcohólicas de Ontario y otras autoridades provinciales anunciaron que dejarían de almacenar productos alcohólicos fabricados en Estados Unidos. Según un informe de marzo de 2025, algunos minoristas canadienses están rechazando varios productos estadounidenses.

#### Europa
En Dinamarca, aproximadamente el 50% de los consumidores informaron haberse abstenido deliberadamente de comprar productos estadounidenses desde la investidura de Trump, según una encuesta de Megafon para TV 2. Las encuestas suecas indicaron que el 70% de los suecos habían considerado o participado activamente en un boicot a productos estadounidenses, y que el 10% había boicoteado por completo todos los productos estadounidenses. Los grupos de Facebook que promovían el boicot consiguieron un número significativo de miembros: un grupo sueco llamado "Bojkotta varor från USA" (Boicotear productos de EE. UU.) atrajo a unos 80.000 miembros, mientras que un grupo danés equivalente, "Boykot varer fra USA", reunió a más de 90.000 miembros. En Francia, un grupo llamado "BOICOT USA: Achetez Français et Européen!" (BOICOT EE. UU.: ¡Compre francés y europeo!) reunió aproximadamente 30.000 miembros.

##### Aplicaciones y sitios web
Se han creado varios sitios web y aplicaciones para permitir que los consumidores y las organizaciones eviten los productos estadounidenses con mayor facilidad. En Reddit, el grupo "r/BuyFromEU" tenía alrededor de 200.000 miembros en abril de 2025. En el subreddit, por ejemplo, se comparten guías prácticas que enumeran productos europeos alternativos.   El sitio web "Go European", lanzado por voluntarios en febrero, tiene como objetivo facilitar la identificación de productos que provienen principalmente de Estados Unidos y qué alternativas existen.     El sitio web similar European Alternatives, lanzado en 2021, ha experimentado un aumento de usuarios.  La aplicación móvil y la extensión del navegador "Buy European" facilitan a los consumidores averiguar el origen exacto de los productos y también muestran alternativas europeas relevantes al escanear o buscar productos. Sin embargo, se ha cuestionado el impacto económico de estas decisiones individuales y descoordinadas de los consumidores para evitar productos que utilizan dicho software. El impacto podría ser insignificante en parte porque sólo unos pocos llamados al boicot pueden mantener el impulso durante un período de tiempo largo.

### Respuestas corporativas
Varias empresas tomaron posiciones alineadas con el movimiento de boicot:
El minorista más grande de Dinamarca, el Grupo Salling, introdujo pegatinas negras con forma de estrella en las etiquetas de precios para indicar productos fabricados en Europa, citando la demanda de los clientes de ayuda para identificar productos no estadounidenses.  Una encuesta de YouGov a 2.055 adultos indicó que 77 El % de los alemanes apoya el etiquetado de los productos europeos. Haltbakk Bunkers, proveedor noruego de petróleo y combustible, anunció que ya no suministrará combustible a los buques de la Armada de los Estados Unidos.  La empresa francesa Groupe Roy Energie SAS canceló un pedido de 15 vehículos Tesla en favor de modelos europeos a pesar de su mayor coste. El primer ministro de Ontario, Doug Ford, rescindió un contrato de 100 millones de dólares canadienses (63,3 millones de euros) con Starlink, la empresa de telecomunicaciones propiedad de Elon Musk, afirmando que «Ontario no hará negocios con quienes están empeñados en destruir nuestra economía». El presidente de Francia, Emmanuel Macron, ha instado a las empresas de la UE a suspender sus inversiones en Estados Unidos como respuesta a los aranceles estadounidenses.

### Impacto económico
El boicot ha tenido efectos mensurables en varios sectores de la economía estadounidense:

#### Turismo
Las reservas de viajes desde Canadá a EE. UU. para el período abril-septiembre de 2025 disminuyeron más del 70 % en comparación con el año anterior.  El turismo europeo a los EE. UU. disminuyó un 17% en general, y países como Irlanda, Alemania y Noruega experimentaron disminuciones superiores al 20%. El total de visitantes extranjeros a Estados Unidos cayó un 12% interanual en marzo de 2025, lo que representa la caída más severa desde la pandemia de COVID-19. La Asociación de Viajes de Estados Unidos estimó que incluso una reducción del 10% en el número de visitantes canadienses podría resultar en una pérdida de 2.100 millones de dólares en gastos y la pérdida de 14.000 puestos de trabajo.  Tourism Economics revisó su pronóstico para los viajes entrantes a Estados Unidos de un crecimiento del 8,8% a una disminución del 5,1%. En abril, el grupo proyectó una disminución del 9,4%.

#### Industria del automóvil
Las ventas de Tesla, Inc. en Europa disminuyeron significativamente: las matriculaciones en enero de 2025 cayeron a 9.913 unidades desde 18.121 en enero de 2024.  En general, las ventas de Tesla en Europa cayeron aproximadamente un 45% interanual a principios de 2025. En el primer trimestre de 2025, Volkswagen había superado a Tesla como el principal vendedor de vehículos eléctricos en Europa.

#### Bienes de consumo
Aunque los datos exhaustivos sobre el impacto del comercio minorista siguen siendo limitados, la evidencia anecdótica sugiere cambios en los patrones de compra que se alejan de marcas estadounidenses reconocibles como Coca-Cola, Jack Daniel's, el queso crema Philadelphia y la mayonesa Hellmann's .

## Impacto cultural
El boicot ha tenido ramificaciones culturales más allá de los efectos económicos inmediatos:
En Canadá, el himno nacional de Estados Unidos fue abucheado durante los partidos de hockey con equipos estadounidenses. Christian Tetzlaff, un reconocido violinista clásico alemán, canceló una gira de verano por Estados Unidos, alegando su "enojo" por la situación política. El ex primer ministro canadiense Justin Trudeau instó a los canadienses a "elegir Canadá" y ajustar sus planes de vacaciones para quedarse en el país.  El eurodiputado francés Raphaël Glucksmann sugirió que Estados Unidos debería "devolvernos la Estatua de la Libertad" durante una manifestación, aclarando después: "Nadie, por supuesto, vendrá a robarnos la Estatua de la Libertad. La estatua es vuestra. Pero lo que representa pertenece a todos". 

## Factores que influyen en la participación
Se han identificado varios factores que motivan a las personas a participar en el boicot:
Muchos participantes citaron la oposición a políticas o acciones específicas de la administración Trump como su principal motivación.  Moya O'Sullivan, profesora de Kilkenny, Irlanda, declaró a CNN: «Me decepciona mucho ver que la mitad de Estados Unidos elegiría a [Trump]... Los estadounidenses no aprendieron la lección la primera vez. Lamentablemente, debe haber consecuencias».

### Preocupaciones de seguridad
Algunos viajeros potenciales expresaron preocupaciones sobre la seguridad al visitar Estados Unidos. La periodista de viajes canadiense Kate Dingwall declaró: «Mi pareja y yo decidimos no seguir adelante con nuestras vacaciones planeadas a Estados Unidos este año. Me preocupa la frontera y quedarme atrapada de alguna manera, sobre todo con lo quisquilloso que es Trump con Canadá. Hay una sensación de inquietud por visitar Estados Unidos en este momento».

### Orgullo nacional
El movimiento de boicot ha coincidido con crecientes expresiones de orgullo nacional y regional, particularmente en Canadá y Europa. El líder empresarial de Ontario, Dylan Lobo, observó: «Hay mucho patriotismo en este país en estos momentos. Existe una gran sensación de que los canadienses quieren apoyar a otros canadienses».

### Consideraciones ambientales y económicas
Algunos participantes destacaron posibles beneficios más allá de la protesta política, incluidas las ventajas ambientales de reducir el transporte marítimo transfronterizo y las oportunidades para desarrollar industrias locales. Graham Markham, director de la empresa canadiense New Protein International, argumentó: «Canadá ha sido durante mucho tiempo un exitoso proveedor de materias primas para el mundo. La oportunidad ahora es dejar de exportar la creación de empleo y la innovación que surgen del procesamiento nacional de esos materiales».

## Críticas y limitaciones
El movimiento de boicot ha enfrentado críticas y ha reconocido limitaciones:

### Complejidad económica
Los críticos han señalado los desafíos que supone identificar productos verdaderamente "estadounidenses" en una economía globalizada. Muchas marcas nominalmente estadounidenses fabrican productos a nivel internacional, mientras que algunas compañías estadounidenses emplean cantidades significativas de trabajadores en los países donde se producen boicots.

### Plataformas digitales
Muchos participantes del boicot reconocieron la ironía de organizar sus actividades en plataformas propiedad de Estados Unidos como Facebook . Édouard Roussez, fundador de un grupo de boicot francés, defendió este enfoque: "Es cierto que es un poco extraño utilizar Facebook, que es una plataforma estadounidense, para boicotear a Estados Unidos, pero, como los combatientes de la resistencia, utilizamos todas las herramientas que podemos para lograr nuestro objetivo".

### Limitaciones de escala
Los economistas y analistas de mercado han cuestionado si los boicots de los consumidores pueden afectar significativamente la economía general de Estados Unidos. El profesor Alan Bradshaw, de Royal Holloway, Universidad de Londres, sugirió: "En general, el impacto de un boicot probablemente se sentirá en las corporaciones y no en la economía en general; los consumidores comprarán una marca de automóvil diferente en lugar de no comprar ningún automóvil".

### Consecuencias no deseadas
Algunos expertos advirtieron de las posibles consecuencias negativas para los consumidores que participen en el boicot. Meredith A. Crowley, profesora de economía en la Universidad de Cambridge, señaló: «Las marcas nacionales europeas, al no tener tanta competencia de las marcas estadounidenses, tendrían el poder de subir sus precios».

## Contexto histórico
Los analistas han comparado el boicot de 2025 con movimientos de consumidores anteriores, incluido el cambio de nombre de las patatas fritas a "patatas fritas de la libertad" en Estados Unidos en 2003, cuando Francia se opuso a la invasión de Irak.  Sin embargo, la dimensión digital y la coordinación internacional del movimiento 2025 representan evoluciones significativas respecto de boicots de consumidores anteriores. Thomas F. Goodwin, de la Alianza de Exposiciones y Conferencias, enfatizó el impacto humano de estos boicots: «Son los trabajadores y las pequeñas empresas estadounidenses quienes se ven afectados por los boicots de viajes en Estados Unidos. Cuando los viajeros de negocios internacionales renuncian a viajar a Estados Unidos, todos, desde los constructores de stands para exposiciones y los contratistas de servicios generales hasta los proveedores de catering para eventos y los trabajadores cualificados individuales, sufren, no los políticos ni el gobierno».